# Žan Ojdanić
Žan Ojdanić (7. ožujka 1971. – Sinj, 2. travnja 2016.), hrvatski branitelj, malonogometaš, padobranac, dječji glumac i nekadašnji predsjednik navijačke skupine Torcida iz Splita.
Odigrao je kao desetogodišnjak jednu dječju ulogu u poznatoj seriji Velo misto u epizodama "Kruva i rada!" i "Morija mori".
Prije nego što je postao dijelom Torcide, kao 14-15-godišnjak, bio je poznat kao jedan od najhrabrijih skakača na splitskoj plaži Bačvicama. Skakao je s vrha staroga restorana, s visine od najmanje osam metara, u more koje je tu bilo najviše metar i dvadeset dubine. Napravio je preko sto skokova.
Potom je otišao u podmladak Torcide gdje je uskoro postao jedno od najvećih imena. Početkom velikosrpske agresije na Hrvatsku 1991., Ojdanić odlazi u Zbor narodne garde, a nakon toga boravio je deset godina u Njemačkoj. Vratio se i od 2007. godine na čelu je Torcide i uskoro su sve struje u Torcidi postale jedinstvene. Danas je njegov lik ostao kao jedna od Torcidinih ikona, crtež navijača duge kose s Torcidinom maramom preko usta.
Poginuo u padobranskoj nesreći na sinjskom aerodromu 2. travnja 2016. godine.